# Kettingbrief

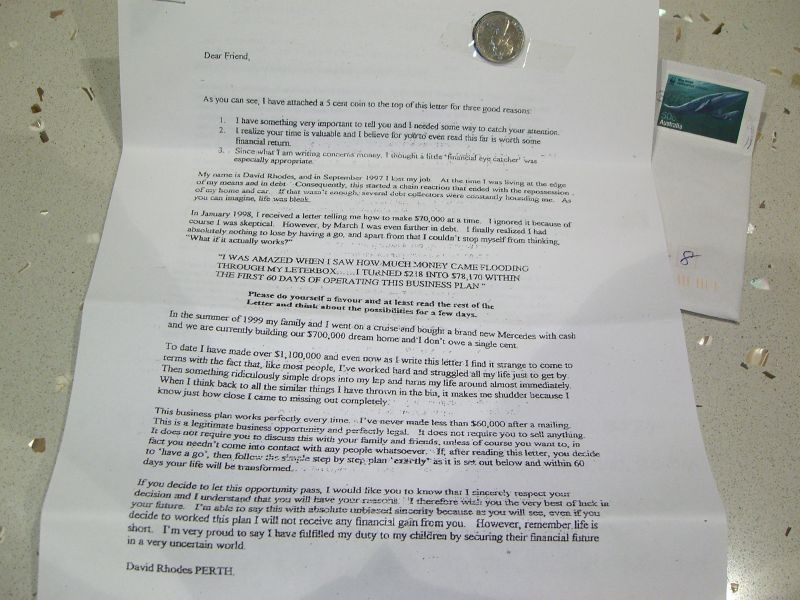
Voorbeeld van een kettingbrief

Een kettingbrief is een brief die de ontvanger enige malen moet kopiëren en vervolgens door moet sturen. Doet men dit niet, dan is de kettingbrief "verbroken". Dit moet dan op de brief worden vermeld, zodat anderen weten dat de ketting is "verbroken" en de brief niet meer hoeft te worden gekopieerd en verstuurd.
De bedoeling is dat zo veel mogelijk mensen de brief ontvangen. Vaak speelt er wat eigenbelang mee. Dat kan onschuldig zijn, maar ook illegaal.
Betrekkelijk onschuldig lijken het soort kettingbrieven waarin men bijvoorbeeld zijn naam onderaan een lijstje moet zetten en de bovenste naam weglaat, maar aan deze persoon wel een ansicht moet sturen. Als men dan de kettingbrief naar vijf verschillende mensen stuurt en de lijst 5 namen bevat zou men na enige tijd zelf 55 = 3125 ansichten ontvangen, mits iedereen mee zou doen.
Veel kwalijker wordt het als men op deze manier geld moet overmaken, dan begint het al snel te lijken op het piramidespel.
Dat de methode niet werkt, blijkt na enig rekenwerk. Als de brief 11 maal verder gaat, is het aantal brieven dat moet worden verzonden 511 = 48.828.125, dus meer dan het aantal inwoners van Nederland en België samen.

## E-mail
Tegenwoordig worden kettingbrieven vaak per e-mail verzonden. Vaak wordt er gewezen op het een of ander schrijnende onrecht dat iemand wordt aangedaan. Soms bevat het mailtje een dreigement: als je het niet verder stuurt, zal je iets ergs overkomen, zoals ongeluk of het verliezen van je gratis e-mailaccount. Een ander argument om het verder te sturen is, dat de brief al heel lang rondgaat en een wereldrecord aan het breken is en je het toch niet op je geweten wilt hebben dat dat door jouw nalatigheid niet gebeurt.
Een bijzondere vorm van een kettingbrief per e-mail is de valse viruswaarschuwing (een vorm van hoax). Het mailtje bevat dan de waarschuwing dat een virus actief is, plus de waarschuwing dit naar zo veel mogelijk bekenden door te sturen. Soms tracht het mailtje de ontvanger er toe te brengen een schadelijke handeling uit te voeren (bijvoorbeeld het wissen van een essentieel bestand). Ook hier bevat het mailtje het verzoek het aan alle bekenden door te sturen.
Ketting-e-mails roepen op tot het doorsturen voor geluk, om armoede te bestrijden, geld in te zamelen, om aan te geven wie je vrienden zijn, of om een gedicht te sturen aan twintig vrienden, met het verzoek aan ieder dit ook weer te doen. Verder zijn er protest-kettingmails, die na een aantal keren doorsturen naar een overheidsvertegenwoordiger doorgestuurd dienen te worden.
Er treedt ook al snel een privacyprobleem op. Meestal staan alle actuele e-mailadressen in het doorgestuurde mailtje; een goudmijn voor spammers en handelaren in e-mailadressen...